# Nagybácsa

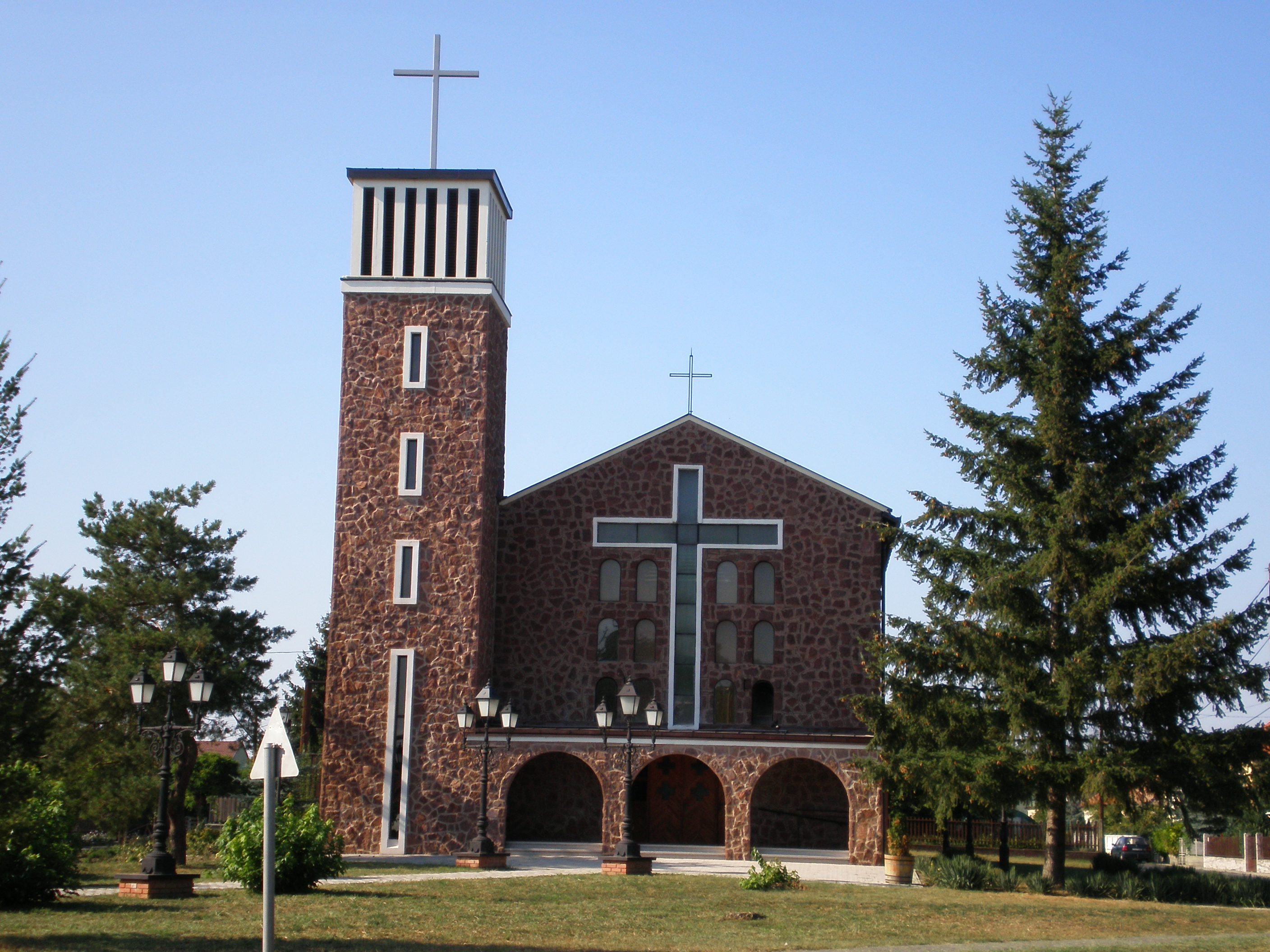
A kisbácsai templom

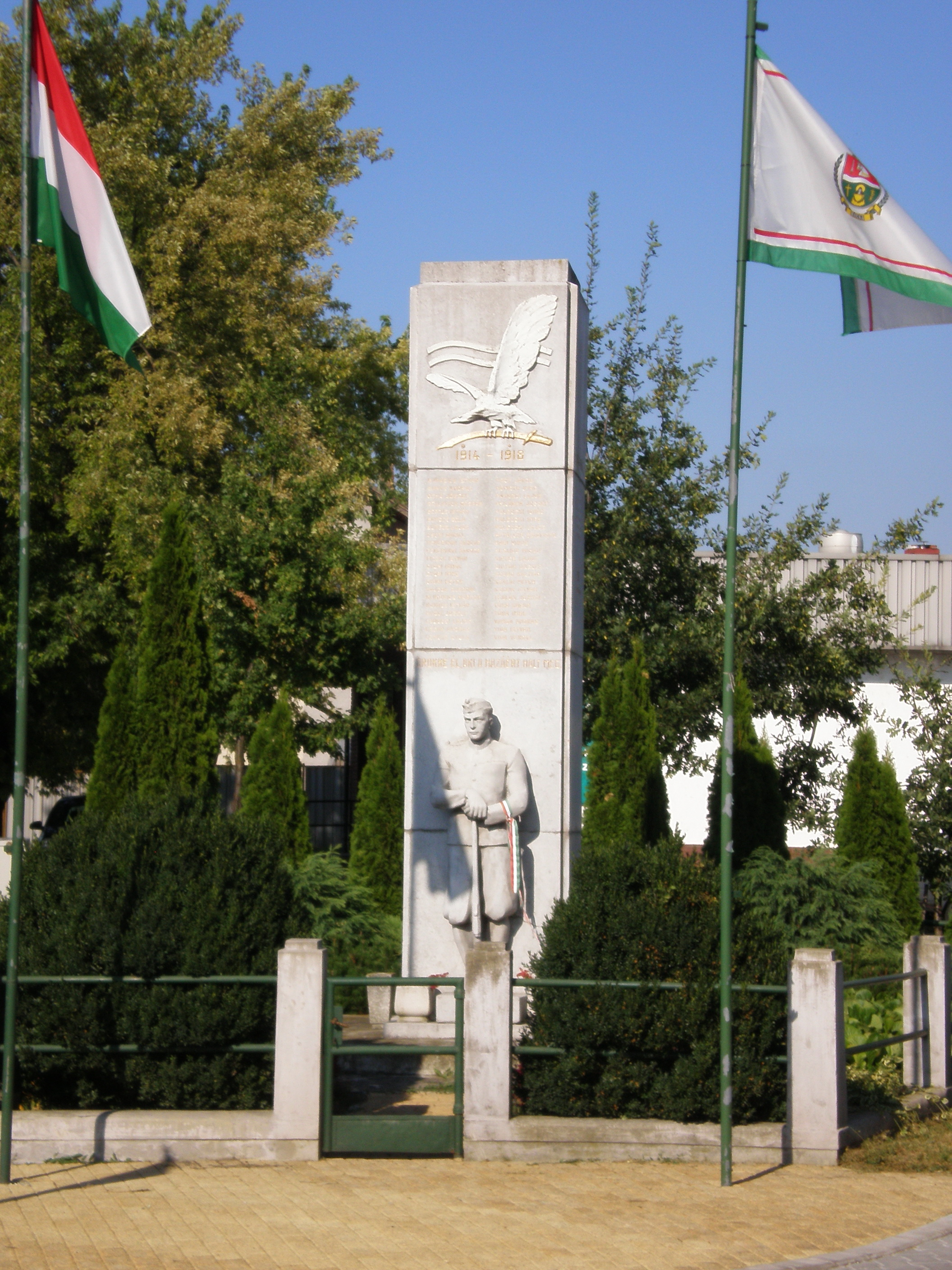
Világháborús emlékmű

Nagybácsa vagy Bácsa Győr egyik városrésze Sárással és az Ergényi lakóteleppel együtt.

## Bácsa
A történeti Bácsa feltehetően, vízpartra települt halászfalu volt, melyet földsánc vehetett körbe. E sáncon túl állt a templom, és ettől nyugatra a temető. A lakosok egy része nemesi kiváltságokkal bírt, és feltehetően evangélikus volt, ez magyarázhatja, hogy a 18. század végén két temető is látható a térképen. A 17. században a gróf Cseszneky és Oross családok voltak a fő birtokosok. 1966-ig önálló szigetközi falu volt, amely feltehetően még a középkorban települt. A rá vonatkozó történeti írásos adatok azonban csak a 17. századtól említik. Régészeti szórványemlékek viszont az avar korig visszamenőleg előfordulnak ezen a területen. Fejlődésének jelentős állomása volt, hogy köznemesi kiváltságokat kapott a török korban amely 1848-ig megtartott. Ez a kiváltság anyagi biztonságot és függetlenséget biztosított Bácsa számára. Vitalitását jelzi az is, hogy a két világháború között határában létesült a legnagyobb győri munkástelep, Kisbácsa, amelyet csak 1952-ben csatolnak Győr városához.

### Kisbácsa

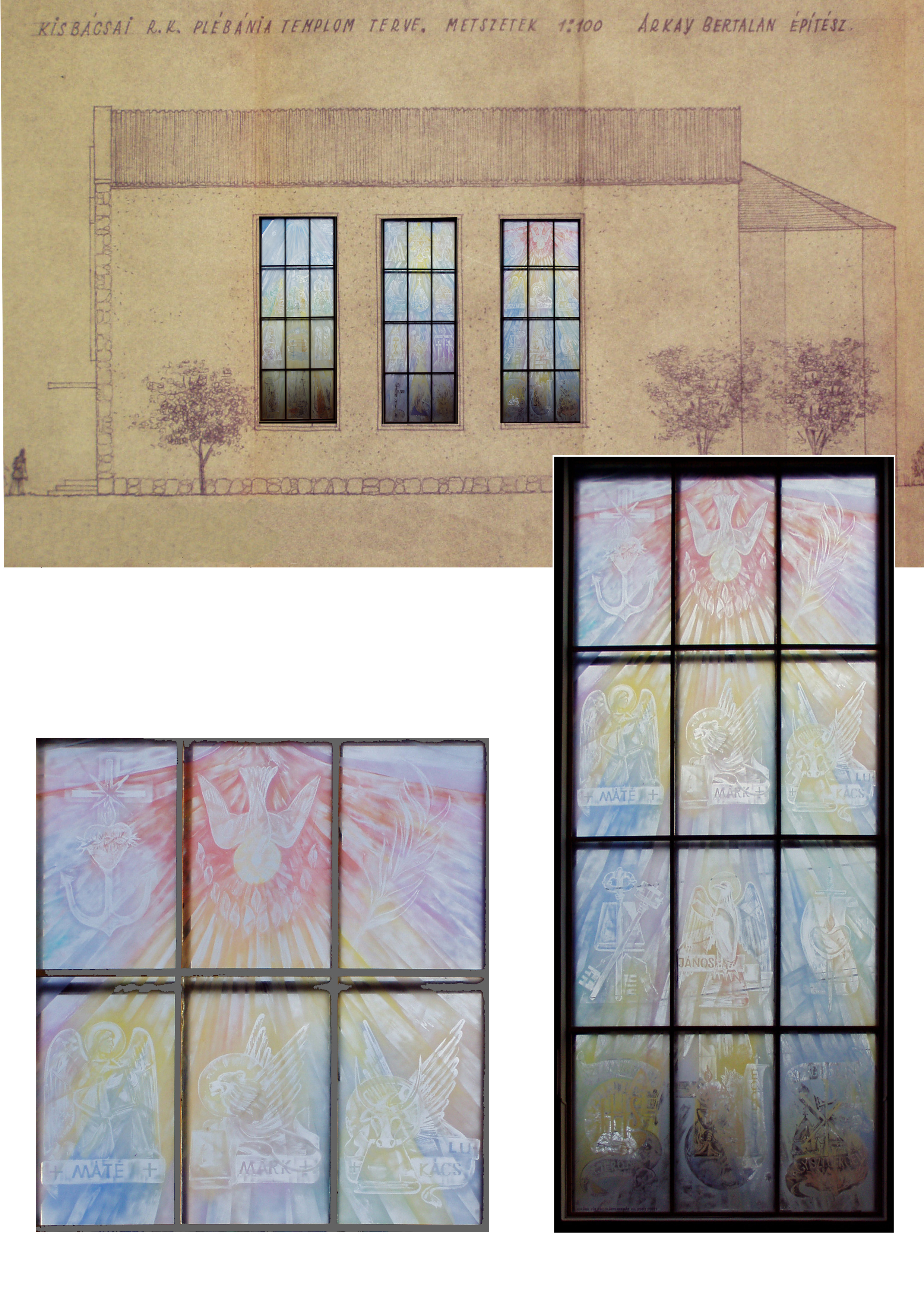
A kisbácsai római katolikus templom ablakai

Az első világháború utáni időkben a kevésbé tehetős családok a város közigazgatási határán kívül engedély nélkül lakóházépítésbe fogtak. A város később kénytelen volt ezeket az építkezéseket szabályozni és a lakóterületeket a település közigazgatási területbe vonni. Ilyen módon jöttek létre a Nagybácsa és Révfalu közötti üres területen Kisbácsa földszintes utcái. 1960-ban Bácsa község is Győr közigazgatási területének részévé vált. A második világháború utáni években azután templomot is építettek Árkay Bertalan tervei alapján. A millenniumkor a templom belülről teljesen megújult. Hatalmas, összesen 60 nm-es felületű üvegablakait Szilágyi András és Kovács Júlia üvegművészek készítették. A szentély falfestménye szintén Szilágyi András alkotása.

## Sárás
Győr peremterületén, a Galántai út mentén elhelyezkedő üdülőövezet. Mára egyre inkább lakóövezetté növi ki magát, hiszen már kb. 80 család él kint Sáráson. A szennyvízcsatorna bevezetése még hátra van, ezért még csak pár rossz minőségű aszfaltozott útja van.

## Ergényi lakótelep
Itt helyezkedik el Bácsa 1995-től egészen máig tartó futball csapatának  pályája.
A lakótelep a Vámosi utcától a Fenyőszer utcáig terül el.
Félúton egy játszótér van,ami kiváló kikapcsolódási lehetőség mind a kisebb mind a nagyobb korosztályok számára.
Egy mesterséges tavat is kialakítottak parkosítva. A tó először természetes volt, de azután kikotorták, helyrehozták. A lápi póc, ami nagyon ritka hal, de a tóban megtalálható, szobrot is kapott.
A 11-es busznak is itt van a végállomása, ahol egy büfé is várja az ide látogatókat. 

## Közlekedése
Bácsa városrész belterületét két, négy számjegyű országos közútnak minősülő útszakasz érinti, az 1301-es és az 1302-es út. Északról egy másodrendű főút, a 813-as főút határolja.
Az említett utak közül az 1301-es Győr Pataháza városrészéből vezet Bácsán és Kisbajcson át egészen Nagybajcsig, ahol a Duna töltése előtt ér véget, szűk 9,5 kilométer megtétele után. Az 1302-es Bácsa városrészen belül ágazik ki az előbbi útból, annak a 4+100-as kilométerszelvényénél, és Vámosszabadi Alsóvámos településrészén végighaladva Győrszabadiig tart, ahol nagyjából 4,1 kilométer után ér véget. A 813-as pedig az M1-es autópálya és a 14-es főút összekapcsolását szolgálja.

## Külső hivatkozások
- Bácsa honlap
- https://web.archive.org/web/20070308123338/http://www.freewebs.com/bacsa/
- https://web.archive.org/web/20080929085128/http://www.freewebs.com/dinnyes/4_evf_17/Reszonkormanyzati_%20hirek.htm